# 荷蘭皇家空軍
荷蘭皇家空軍（荷蘭語：Koninklijke Luchtmacht，縮寫 KLu；英語：Royal Netherlands Air Force，縮寫 RNLAF），是荷蘭軍隊的航空軍種。它的前身是荷蘭陸軍航空部隊，成立於1913年7月1日，當時只有4名飛行員。皇家荷蘭空軍現在是獨立的軍種。

## 歷史

### 創建(1913年)

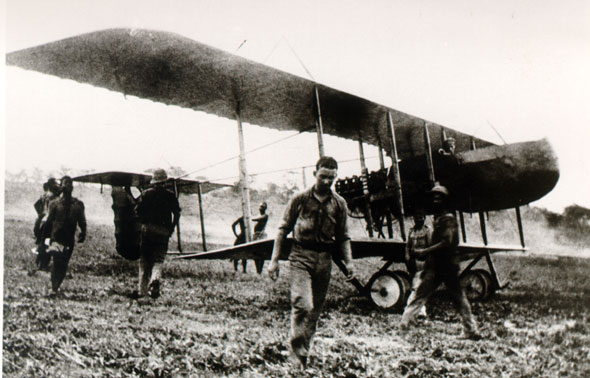
法曼

荷蘭皇家空軍（RNLAF）是荷蘭軍隊第二個年輕的單位，它由四個部分組成：海軍、陸軍、空軍和憲兵。
在1913年7月，荷蘭在蘇斯特貝赫機場創建陸軍航空部隊，是為荷蘭最早的空中武力。成立初期陸軍航空部隊只有一架飛機－Brik，這是法國法曼基地所退役下來的飛機。這些飛機很快就過時，荷蘭政府下令購買幾架攻擊/偵察的飛機來代替。

### 1914至1918年第一次世界大戰
荷蘭一戰保持中立，因此陸航部隊並未展現其力量。飛行員的訓練是練習以下技術航空攝影，氣象和航行飛行以保證飛行的順利。當中有不少新的機場都建立這種訓練，如：安恆、希爾澤-賴恩、芬洛和弗利辛根。

### 兩次大戰之間
第一次世界大戰結束後，荷蘭政府削減國防預算，精心建立的陸航部隊幾乎解散。隨著30年代歐洲政治開始緊張局勢，在1938年政府試圖再次重建軍隊然而出現許多問題，尤其是教練和飛行員的短缺，領航員和飛行員駕駛新的多引擎飛機。缺乏標準化而產生的複雜性問題增加重建任務的困難。

### 二戰和40年代後期

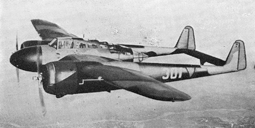
福克G.I驅逐機

由於戰爭爆發以來，1939年7月陸航部隊改名為陸軍航空隊（Luchtvaartbrigade）。1939年8月，荷蘭政府擴編軍隊，但預算有限的陸軍航空旅只購買176架戰備飛機的機種。
- 16架福克TV 型轟炸機
- 36架 福克D.二十一 單引擎戰鬥機
- 35架福克G.I  雙引擎戰鬥機
- 17架 道格拉斯DB - 8A-3N 輕型轟炸機
- 55架（各種）偵察機

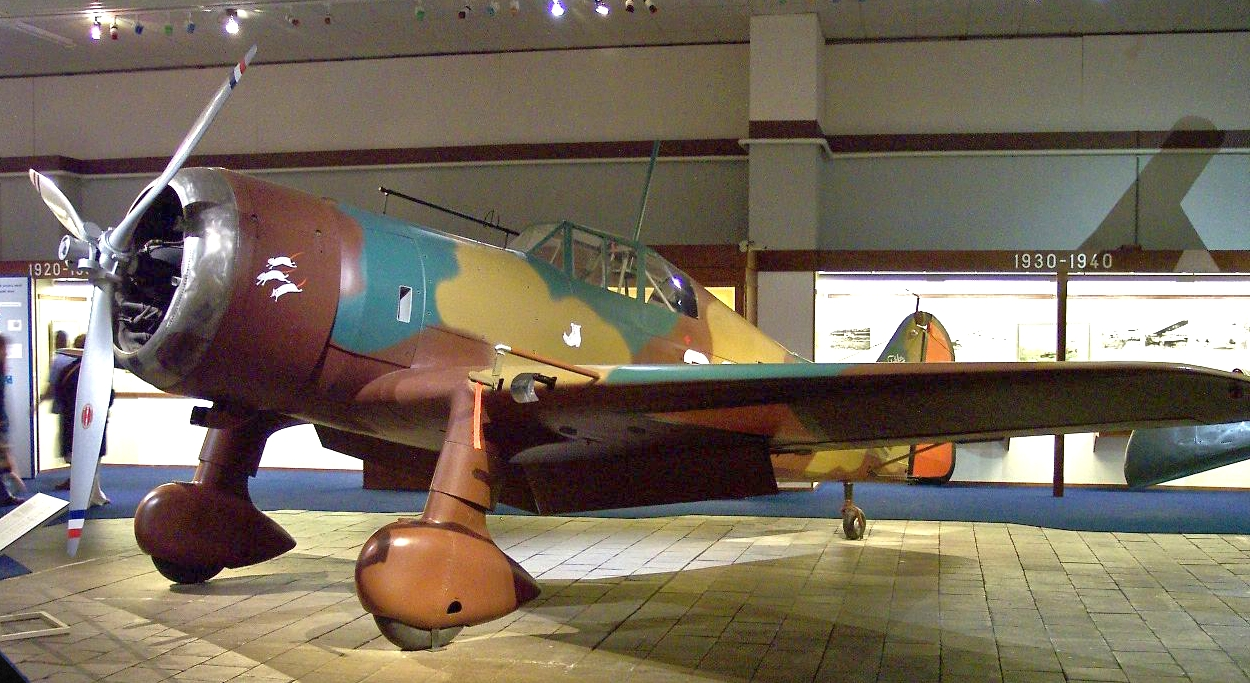
第二十一福克D.在空軍博物館蘇斯特貝赫。

1940年5月，荷蘭戰役開始。5天內德國空軍幾乎摧毀了荷蘭的陸軍航空旅。該旅的轟炸機包括30 架D. XXI和17架G.I戰鬥機被擊落，2 架D. XXI和8架G.I被摧毀在地面。兩架G.I被德國部隊俘虜，其中一飛行員逃到英國去。道格拉斯轟炸機因為沒有適合的炸彈類型而被當作戰鬥機，但這些飛機不適合這個角色，幾個小時的衝突中8架被擊落3架被摧毀在地面上。
儘管他們的人數處於劣勢，荷蘭軍隊卻對德軍有重大的勝利，德軍共350架飛機被毀。在沒有防空武力和簡易降落設備的荷蘭，航空旅在形式上的確算成功。他們也付出了高昂代價-幾乎95％的荷蘭人飛行員喪失。威廉明娜女王體認到其功勞所以頒發荷蘭的最高軍事勳章贈與飛行旅。
有些飛行員逃到英國，並於1940年6月1日成立320中隊和321中隊，隸屬英國皇家空軍作戰指揮之下。在1941年1月由於人員短缺兩支中隊被統編320中隊。雖然他們的人員主要來自海軍飛行部隊，320中隊還是擔任陸航任務，直到戰爭結束。
1941年，荷蘭皇家軍事飛行學校重新設立，其位於美國的傑克遜機場（也稱為霍金斯機場），就在密西西比州傑克遜城，租借為荷蘭提供全部的飛行機具和機組人員。
其繼續在荷屬東印度（NEI）執行任務，直到日本在1942年佔領該地。有些人逃到澳大利亞和錫蘭。1942年3月來自荷蘭的飛行員重新在錫蘭編為321中隊。

1942年321中隊加入在澳大利亞堪培拉的飛行員重新擴編，他們駕駛B-25米切爾轟炸機。它在荷屬東印度與新幾內亞執行任務。1943年，120中隊成立。這隻中隊配備小鷹戰鬥機，在澳大利亞的指揮之下他們成功的奪回新幾內亞。

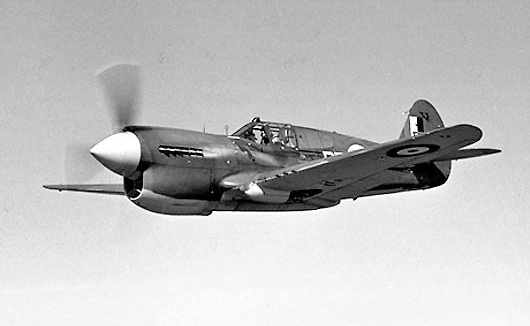
P-40

在1943年6月在英國成立一支戰鬥機中隊-322（荷蘭）中隊，他們配備噴火式戰鬥機，他們是英國皇家空軍的一部分。322中隊的飛機的軍徽有英國皇家空軍的圓形，以及荷蘭的橙色三角形。322中隊成功執行截擊來襲的V-1飛彈的任務。1944年中，在諾曼地登陸 中執行在法國和比利時的地面攻擊任務。
1944年7月空軍司令部在倫敦成立。1947年任命其空軍參謀總長。1949年12月荷蘭把除了荷屬新幾內亞的荷屬東印度群島交給印尼。

### 20世紀50年代和60年代
1951年陸軍飛航部隊史上第一次把非戰鬥任務交由女性從事。1953年3月在荷蘭皇家空軍正式成為一個獨立的荷蘭軍種。成立防空司令部（簡稱CLV）其已經成立5座雷達站和6個戰鬥機中隊。它的雷達設備以及防空戰鬥機都是從英國皇家空軍的過時淘汰機種。
最初，噴火式MK-IX是322中隊使用，直到1954年因為新中隊的建立而淘汰。
- 在格羅斯特F型MK-4是配備在322，323，324，325，326，327和328中隊(1948-1957)
- 在格羅斯特F型MK-8是配備在322，323，324，325，326，327和328中隊(1950-1959)。

在荷蘭加入北約組織後有了新司令部：空軍戰術司令部（簡稱CTL）的成立。
- CTL包括7個新的攻擊中隊（306，311，312，313，314，315和316中隊），都配備了共和F - 84G 戰機。這些飛機都是由美國根據「共同防禦援助計劃」從1952至1956年提供的。

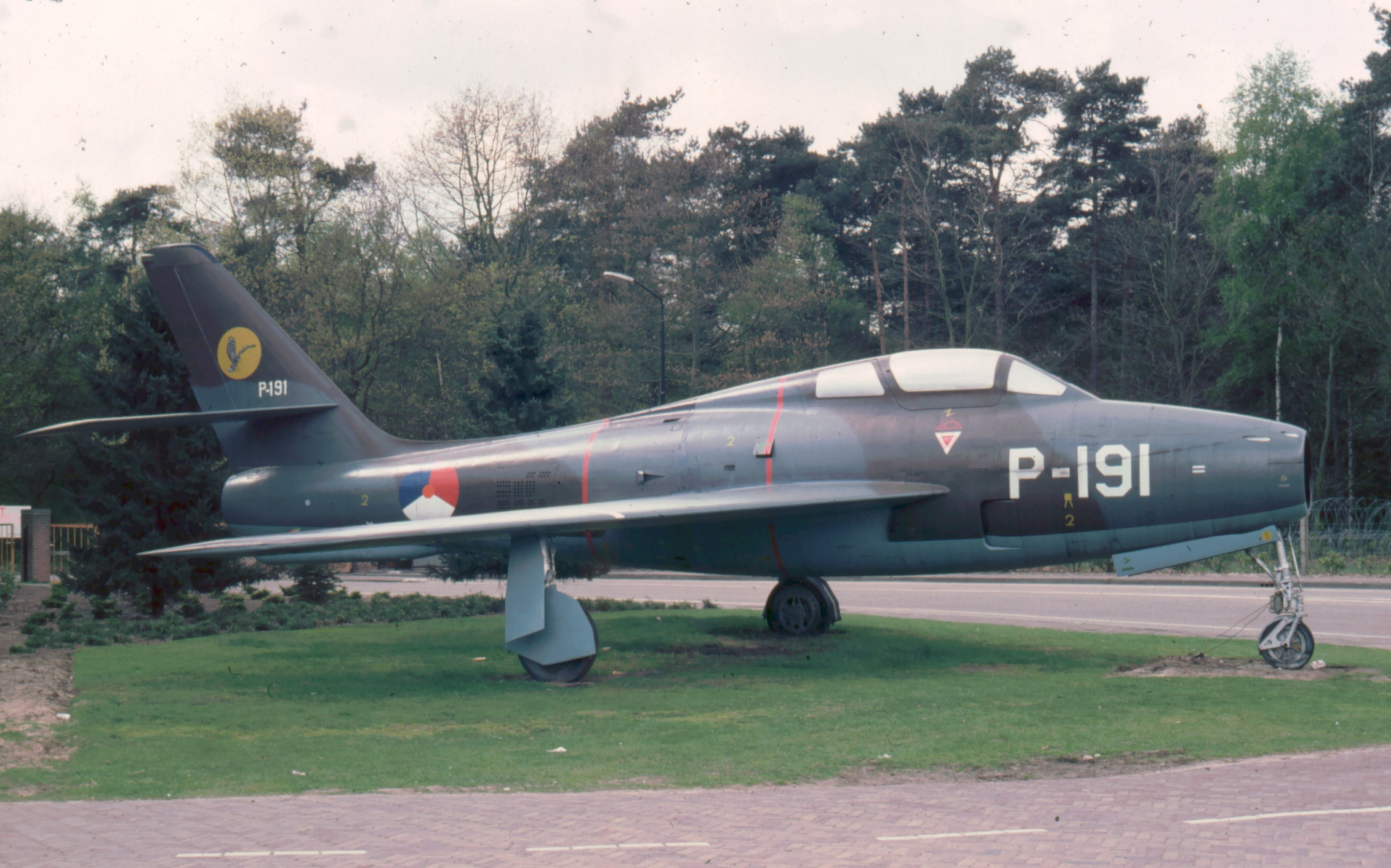
架F - 84F電閃

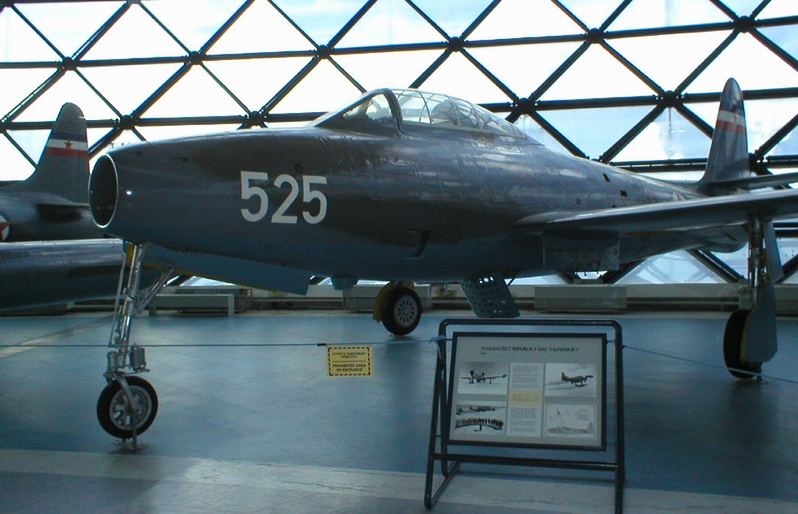
架F - 84G Thunderjet

- 306，322，323，324，325，326和327中隊從1956年至1964年使用F MK-4型戰機，與在1957年至1968年使用F MK-6。

- 700，701和702中隊使用F86軍刀型全天候戰鬥機(1956年至1964年)。

- 306，311，312，313，314，315和316中隊從1955年至1970年改用共和F - 84F閃電戰機和RF - 84F電光戰機。

### 新幾內亞衝突
在二戰結束後印尼政府要求歸還新幾內亞。荷蘭政府認為該地為荷蘭領土。談判在全國各地進行了多年而緊張關係也隨之加劇，直到在20世紀50年代末印尼與荷蘭斷交。
1958年荷蘭部署軍事增援作為回應在新幾內亞，其中在畢卡 島增建空軍基地，因為有證據顯示，印尼首波軍事行動為滲透該島。
空軍首要行動是安裝兩個MkIV預警雷達在比亞克島和鄰近的Woendi島。
荷蘭和印度尼西亞政治局勢的繼續惡化，1960年荷蘭政府決定部署增援。該行動是知名的'費德里奧計劃'。荷蘭皇家空軍決定在新幾內亞建立一座空軍司令部，其中包括：
- 一個Mk.4防空中隊;
- 比亞克島的雷達導航系統
- Noemfoer 的儲備跑道

荷蘭政府決定部署一個中隊包含12架Mk.4AD戰鬥機和兩架AlouetteII SAR直升機。他們被運到東南亞的'卡雷爾多爾曼'號航空母艦。一年後，荷蘭政府部署另外12架Mk6AD戰鬥機，這些飛機能夠攜帶更多的燃料和更大的作戰半徑。
1962年8月印尼準備進攻新幾內亞。儘管荷蘭增援部隊足以擊敗印尼軍隊。然而由於國際政治壓力，荷蘭政府被迫同意和平交出新幾內亞。荷蘭部隊撤出該地區。
336運輸中隊的建立和新幾內密不可分。這支部隊成立不久後被部署到新幾內亞從荷蘭海軍運送航空機具。336中隊也接走三架美國提供的飛機達科他州型戰機。1961 年9月至1962年9月336中隊從莫克默 的簡易機場運走超過5400的人員。

### 冷戰時期，六十年代，七十年代後
在冷戰時期荷蘭空軍發揮了重要作用，在對西歐對抗華沙條約組織的防務上。荷蘭空軍對於西德給予充分的導彈協助。荷蘭戰鬥機和其他武器系統還全面參與了北約警備工作，這幾年負責準備工作。
- 306，311，312，322和323中隊從1962至1983年再次更換裝備F-104星式戰鬥機。

- 313，314，315和316中隊轉而使用NF - 5戰鬥機(1969年至1992年)。NF - 5是根據CF - 5戰鬥機研發的。一些NF - 5型的功能後來從諾斯洛普型用在F - 5E /F.T-II。

- 從1979年到現在所有參加北約組織的荷蘭皇家空軍中隊（306，311，312，313，315，322和323）使用的是北約的標準戰鬥轟炸機混合型[的F-16戰鬥機 。

### 前南斯拉夫問題

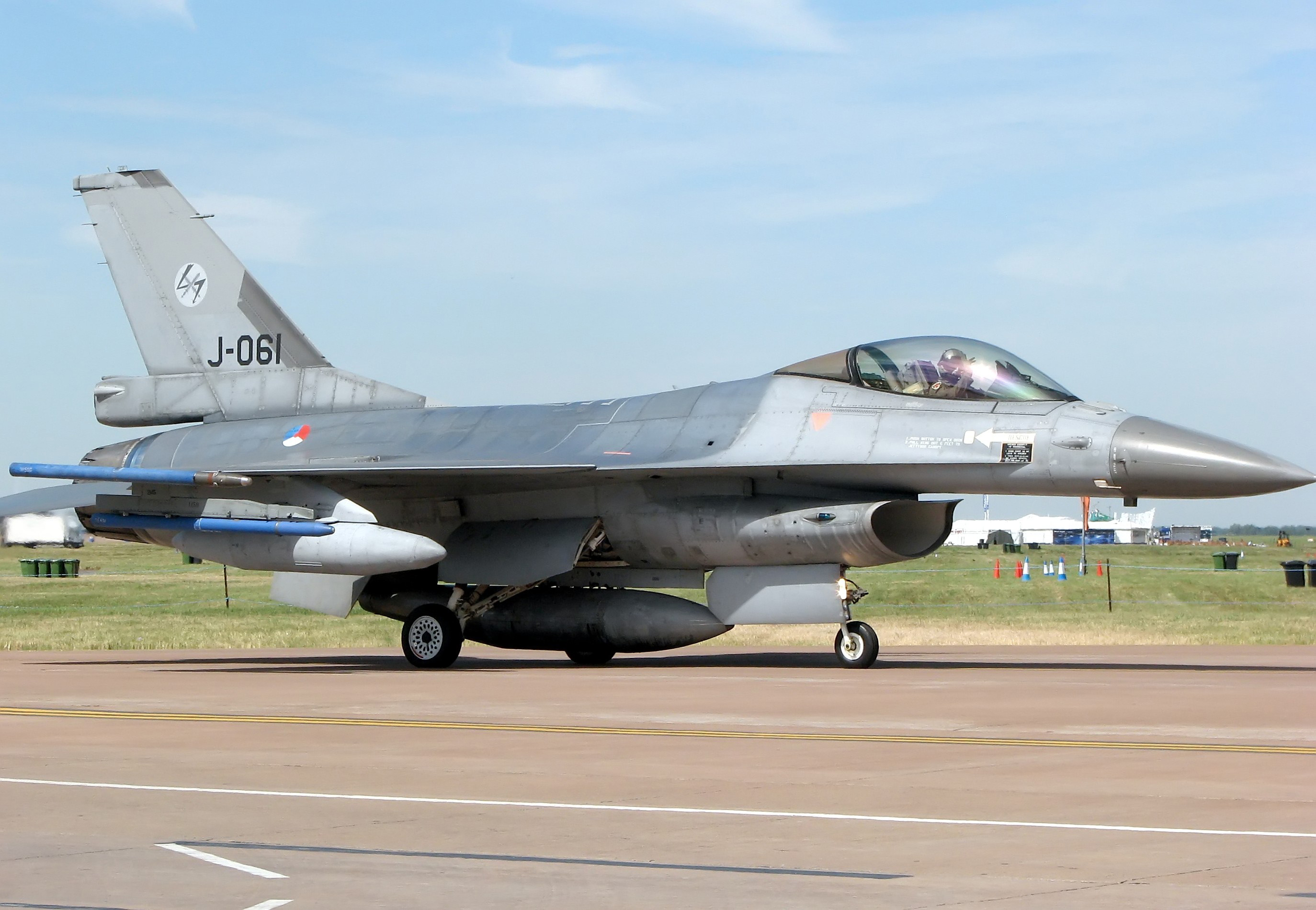
架F - 16AM 312Sqn荷蘭皇家空軍

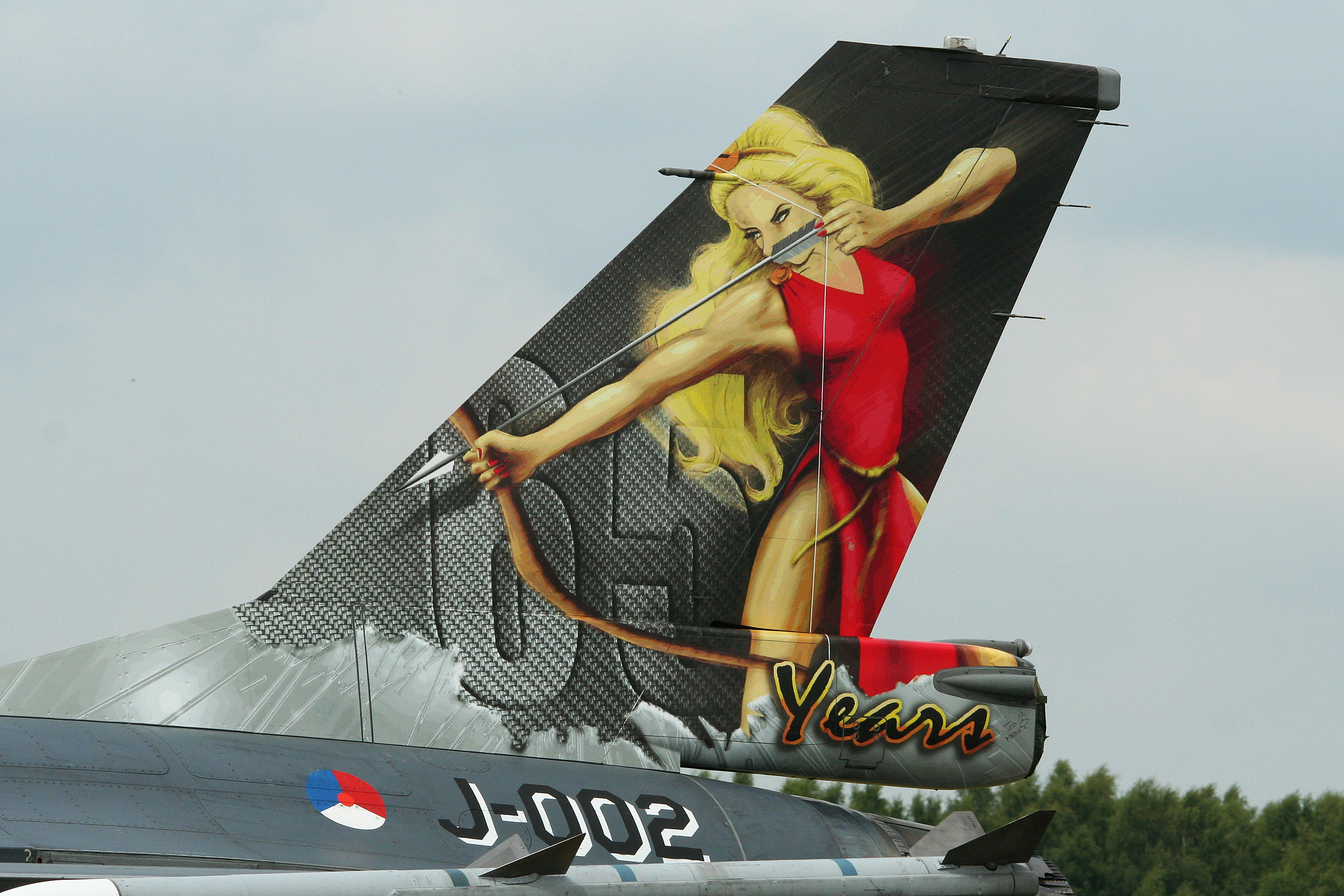
荷蘭F-16的機尾圖裝

從1993年荷蘭皇家空軍的F - 16戰鬥機參加了對南斯拉夫的所有行動，在1995年結束與盟軍行動也從1999年的兩個義大利基地撤離。最初由基地設在義大利北部後來遷往南部。在針對前南斯拉夫的行動中荷蘭皇家空軍F - 16戰鬥機飛行偵察被迫進入波黑禁飛區，投擲炸彈的烏德比納地區（1994年），成功地減少了塞族的無限制炸藥坦克，並在秋季坦克遷往斯雷布雷尼察（1995年）。1994年至1997年荷蘭GCI人員和加拿大GCI，提供戰鬥機數百小時以作為戰鬥一部分，協助美國空軍/空中管制中隊。在科索沃危機，荷蘭皇家空軍的F - 16AM在南斯拉夫擊落具有先進中程空對空導彈的米格-29 。盟軍部隊還首次升級F - 16AM讓這種機型能進行轟炸和照片，飛行偵察任務。KDC - 10空中加油機在亞得里亞海協助C - 130運輸機進行空中加油，每天進行飛行的後勤支援行動。總的來說，荷蘭皇家空軍的飛機飛行1.194次，盟軍部隊總共進行約37.000次荷蘭空軍約占7.5％。

### 阿富汗的自由行動
2002年10月的三個國家包含荷蘭 丹麥和挪威的F - 16對地攻擊飛機和一架荷蘭KDC的10空中加油機部署到瑪納斯空軍基地，該基地在吉爾吉斯斯坦是在對阿富汗的地面部隊進行支援 。在2004年9月荷蘭皇家空軍派遣回瑪納斯AB型戰機，5架F - 16和1架 KDC- 10支援阿富汗總統選舉的局勢。這次任務的飛機都帶有北約國際安全援助部隊的旗幟。
2006年2月4架荷蘭F - 16戰鬥機也參加了4 挪威皇家空軍 的F- 16戰機的部隊，被稱為荷蘭第一，挪威遠征隊參加歐洲空軍聯隊。這之後還有比利時參加
2006年8月由於北約國際安全援助部隊在阿富汗南部部分增兵，荷蘭皇家空軍派遣有6架F - 16地面攻擊機，3架CH - 47D支奴幹的298中隊駐紮在坎大哈機場 。另外加派5 架AH - 64D型阿帕奇直升機一直駐守在烏魯茲甘省的塔林庫特。
在2006年8月31日荷蘭皇家空軍有飛行員喪生，他的飛機墜毀在赫爾曼德省支援英國地面部隊的任務墜毀 （页面存档备份，存于）

## 荷蘭皇家空軍結構

### 主要基地（MOB）
- 呂伐登空軍基地
  - 306中隊配有MQ-9A
  - 322中隊配有F-35
  - 323（TACTES）中隊配有F-35（TACTES =戰術訓練評估標準化）
  - 920維修中隊
  - 921物流中隊
  - 922支援中隊

- 沃爾克爾空軍基地
  - 312中隊配有F-35
  - 313中隊配有F-35
  - 900維修中隊
  - 901後勤中隊
  - 640中隊
  - 601後備中隊
  - 703美國空軍彈藥支援中隊

### 航空防務部隊
- 德佩爾空軍基地
  - 800中隊（負責指揮和控制）
  - 802中隊配有愛國者飛彈和FIM-92刺針便攜式防空飛彈
  - 803中隊愛國者飛彈和FIM-92刺針便攜式防空飛彈
  - 650支援中隊
  - 602儲備中隊（部分）
  - 951維修暨後勤支援中隊

2005年航空防務集團在德佩爾聯合防空中心已開始運作，並激聯合防空學校也很快就成立。在未來的所有高射砲部隊不論是荷蘭空軍，陸軍和海軍都會集結到這個基地。JADC不僅接管未來防空訓練，而且將協調和支持所有防空相關業務。

### 空中戰術作戰基地
- 空中業務管制站
  - 603儲備中隊
  - 710中隊（控制和報告中心（CRC））
  - 711中隊（軍用空中交通管制中心（MilATCC））
  - 970支援中隊

在2009年，710和711中隊將統編成一個空中業務中隊。該基地將會改變在北約的地位而作為一個北約部署空中飛彈的控制中心。DARS雷達部隊的業務能利基礎上也會在同年趕上。

### 國防直升機司令部
- 希爾澤-賴恩空軍基地
  - 298中隊配有CH-47直升機
  - 299中隊（負責訓練）
  - 300 中隊配有美洲豹直升機

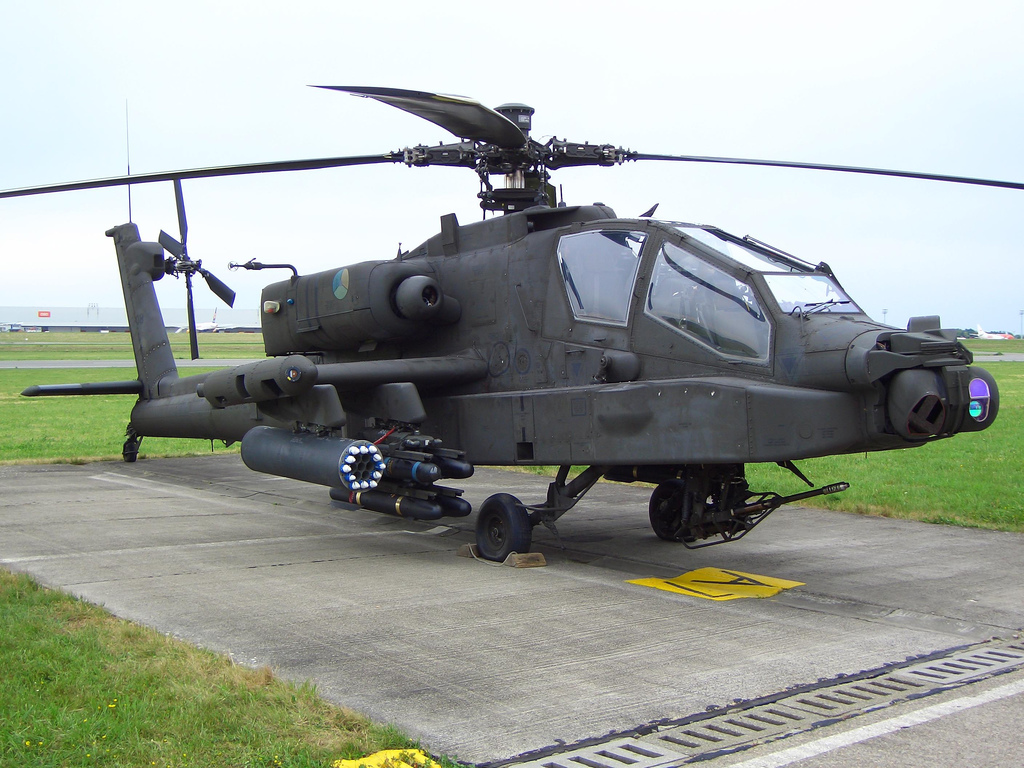
AH - 64阿帕奇荷蘭皇家空軍

    - 300皇家飛行中隊使用雲雀III型直升機

  - 301中隊配有AH-64阿帕契直升機
  - 670安全中隊
  - 930維修中隊
  - 931支援中隊
  - 932後勤中隊
  - 604儲備中隊（部分）

- 呂伐登空軍基地
  - 303中隊配有阿古斯塔貝爾AB412SP（負責搜索和救援）

- De Kooij緊急機場
  - VSQ - 7 （訓練及標準、搜索和救援）
  - VSQ - 860
  - 990維修中隊
  - 991支援中隊

- 代倫空軍基地
  - 11 Luchtmobiele訓練旅。

作為軍用網絡，只有全面動員才會有直升機用於軍事演習，否則工作人員只會出動保安人員。

### 航空運輸基地
- 艾恩德霍芬機場

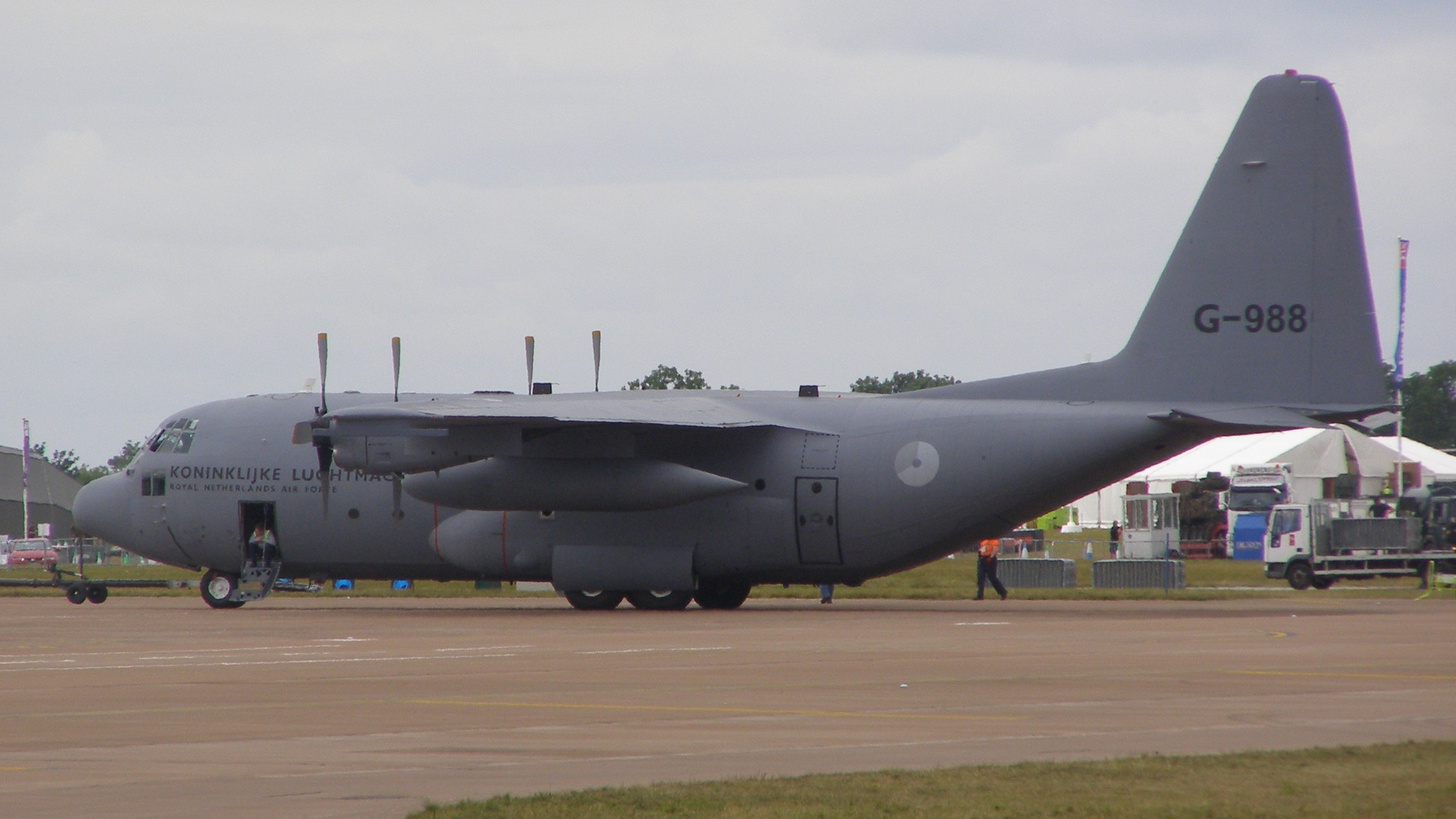
C - 130H (2009年拍攝)

  - 334運輸中隊（KDC-10（2021年全面退役），DC-10型，Gulfstream IV，福克50）
  - 336運輸中隊（C - 130H - 30，C - 130H
  - 602儲備中隊（部分）
  - 940維修支援中隊
  - 941雜項支援中隊
  - 北約歐洲任務協調中心

### 共同支援基地
- 翁斯德雷赫特空軍基地
  - 荷蘭皇家空軍訓練中心
    - 130中隊（基本軍事訓練）
    - 131中隊（基本軍事飛行訓練）（PC - 7）
    - 132中隊（訓練及解說，管理培訓）
    - 133中隊（電子培訓和技術專長）

  - 空軍氣象組
  - 國防裝備司令部/空軍後勤中心
  - 906中隊維護暨後勤支援中隊
  - 961支援中隊
  - 604後備中隊（部分）

## 其他單位
- 600儲備中隊（教育訓練，天氣聯絡主任，儲備專家）

### 封閉的前空軍基地
- 蘇斯特貝赫空軍基地
  - 荷蘭皇家軍事航空博物館。多數仍然在滑翔機。另外，前美國駐歐洲空軍方面將在此部屬地面部隊。（前298和300中隊搬遷到坎普澤伊斯特預計2013年完成）
- Twenthe空軍基地也被稱為恩斯赫德文特機場特
- 伊彭堡空軍基地

## 階級
| 軍官         |                         |  |                       |
| 空軍上將     | Generaal                |  | OF-9                  |
| 空軍中將     | Luitenant-Generaal      |  | OF-8                  |
| 空軍少將     | Generaal-Majoor         |  | OF-7                  |
| 空軍准將     | Commodore               |  | OF-6                  |
| 空軍上校     | Kolonel                 |  | OF-5                  |
| 空軍中校     | Luitenant-Kolonel       |  | OF-4                  |
| 空軍少校     | Majoor                  |  | OF-3                  |
| 空軍上尉     | Kapitein                |  | OF-2                  |
| 空軍中尉     | Eerste-Luitenant        |  | OF-1                  |
| 空軍少尉     | Tweede-Luitenant        |  | OF-1                  |
| 軍校生       | Vaandrig                |  | （候任軍官（OF（D）） |
| 准尉及士官   |                         |  |                       |
| 空軍准尉     | Adjudant-Onderofficier  |  | OR-9/OR-8             |
| 空軍上士     | Sergeant-Majoor         |  | OR-7                  |
| 空軍一級中士 | Sergeant der 1e klasse  |  | OR-6                  |
| 空軍二級中士 | Sergeant                |  | OR-5                  |
| 下士         |                         |  |                       |
| 空軍資深下士 | Korporaal der 1e klasse |  | OR-4                  |
| 空軍下士     | Korporaal               |  | OR-3                  |
| 士兵         |                         |  |                       |
| 空軍一等兵   | Soldaat der 1ste klasse |  | OR-2                  |
| 空軍二等兵   | Soldaat der 2de klasse  |  | OR-1                  |
| 空軍新兵     | Soldaat der 3de klasse  |  | OR-1                  |

## 未來展望
- 決定將在2010年左右85-100架F-35閃電II攻擊戰鬥機將取代目前的F - 16戰機
- 於2009年開始使用NASAMS近程防空防空系統。
- 在2009年11CH- 47D支奴幹將更新成CH -47FF支奴幹。
- 29 AH64D阿帕奇直升機將升級為AH64阿帕奇。
- 20/22 NH90直升機將取代目前的海軍山貓直升機。該NH90直升機將駐紮在希爾澤-賴恩。
- 在2011年購買便攜式防空導彈 和巡航導彈。
- 在2019-2021年間將KC-10加油機出售，並以空中巴士A330 MRTT取代。
- 擴展MQ-9收割者偵察機機隊，將由4架增至8架[2]。

荷蘭是第一個簽署F - 35閃電II飛機。荷蘭皇家空軍已有3架C-17通過北約戰略空運能力的標準。

## F-16替換計劃
於2000年代，荷蘭當局決定引進新型戰機，以取代F-16AM/BM，而陣風戰鬥機、F-16C/D/E/F、颱風戰鬥機、JAS 39獅鹫戰鬥機及F-35均在候選機種之列。至2002年，荷蘭決定參與「联合打击战斗机计划」，並為F-35的開發提供8億美元資金。
繼F-35原型機於2006年首飛後，荷蘭當局於2009年申請撥款訂購2架F-35A樣機，但最後要到2年後才成事。及後，兩架樣機於2013年正式出廠，並先部署至美軍位於佛羅里達州的基地，以培訓荷蘭首批F-35飛行員。
截至2023年6月，荷蘭皇家空軍尚有24架F-16仍在服役。
2024年9月27日，荷蘭空軍的F-16在服役 45 年後正式退役。
在2023年荷蘭宣布將向烏克蘭空軍提供42架已退役、但仍未轉售的F-16AM/BM戰機。及後，荷方於同年12月正式批准向烏方移交首批18架戰機，其後首批飛機數目又增至24架。

## 外部連結
- 官方網站荷蘭皇家空軍 （页面存档备份，存于）
- 軍旗荷蘭皇家空軍 （页面存档备份，存于）
- 中隊的圓形荷蘭皇家空軍 （页面存档备份，存于）